# Estheria lesnei
Estheria lesnei är en tvåvingeart som först beskrevs av Villeneuve 1912.  Estheria lesnei ingår i släktet Estheria och familjen parasitflugor. Inga underarter finns listade i Catalogue of Life.